# Stanisław Rausz
Stanisław Władysław Rausz (ur. 4 sierpnia 1896 w Krakowie, zm. 1940 w Kijowie) – podpułkownik łączności Wojska Polskiego, ofiara zbrodni katyńskiej.

## Życiorys
Urodził się 4 sierpnia 1896 jako syn Władysława.
Brał udział w I wojnie światowej. Po odzyskaniu przez Polskę niepodległości w listopadzie 1918 wstąpił do Wojska Polskiego. Walczył w wojnie polsko-bolszewickiej 1919–1920. 1 czerwca 1920 został awansowany do stopnia porucznika w służbie łączności. Następnie został zweryfikowany w stopniu kapitana ze starszeństwem z dniem 1 czerwca 1919, a 1 grudnia 1924 został awansowany na stopień majora ze starszeństwem z dniem 15 sierpnia 1924. Został przydzielony do 2 pułku łączności. Jako oficer nadetatowy tej jednostki w latach od 1923 do 1925 był szefem Szefostwa Łączności w sztabie Dowództwa Okręgu Korpusu nr V w Krakowie. Od 1927 do 1929 był dowódcą II batalionu w 2 pułku łączności. W ramach wprowadzonej wiosną 1929 nowej organizacji wojsk łączności został mianowany w randze majora pierwszym oficerem sztabu 3 Grupa Łączności w Przemyślu. 3 listopada 1931 Minister Spraw Wojskowych wydał rozkaz w sprawie reorganizacji wojsk łączności. W ramach przeprowadzonej reorganizacji dowództwo 3 Grupy Łączności zostało zlikwidowane, a Stanisław Rausz został przeniesiony do dyspozycji dowódcy Okręgu Korpusu Nr X z zachowaniem dotychczasowych dodatków służbowych. W tym czasie odbył staż w 23 pułku artylerii lekkiej i w 58 pułku piechoty jako kandydat do Wyższej Szkoły Wojennej, jednak nie został zakwalifikowany do tej uczelni. W 1932 pozostawał w dyspozycji DOK nr X, a w grudniu tego roku został odkomenderowany do sztabu 1 Dywizji Piechoty Legionów w Wilnie, gdzie mianowano go dowódcą łączności dywizji. 1 stycznia 1936 został awansowany na stopień podpułkownika. Został mianowany dowódcą 1 batalionu telegraficznego w Zegrzu
Po wybuchu II wojny światowej w czasie kampanii wrześniowej był na stanowiskach dowódcy łączności w dowództwie i sztabie Armii „Prusy”, następnie w dowództwie Grupy Armii gen. Stefana Dęba-Biernackiego. Brał udział w walkach na Lubelszczyźnie. Po agresji ZSRR na Polskę z 17 września 1939 na terenach wschodnich II Rzeczypospolitej został aresztowany przez Sowietów. Został przewieziony do więzienia przy ulicy Karolenkiwskiej 17 w Kijowie. Tam został zamordowany przez NKWD prawdopodobnie na wiosnę 1940. Jego nazwisko znalazło się na tzw. Ukraińskiej Liście Katyńskiej opublikowanej w 1994 (został wymieniony na liście wywózkowej 56/3-89 oznaczony numerem 2442). Ofiary tej części zbrodni katyńskiej zostały pochowane na otwartym w 2012 Polskim Cmentarzu Wojennym w Kijowie-Bykowni.

## Ordery i odznaczenia
- Krzyż Niepodległości (9 listopada 1931)[14]
- Krzyż Walecznych (trzykrotnie, przed 1923)[15]
- Złoty Krzyż Zasługi (19 marca 1936)[16]

## Upamiętnienie
16 listopada 2011, w ramach akcji „Katyń... pamiętamy” / „Katyń... Ocalić od zapomnienia”, przy Zespół Szkół Ekonomicznych nr 3 im. Eugeniusza Kwiatkowskiego w Krakowie został zasadzony Dąb Pamięci honorujący Stanisława Rausza.